# 馬拉卡 (穆納區)
馬拉卡（西班牙語：Maraca），是巴拿馬的城鎮，位於該國西北部，由恩戈貝-布格雷特區的穆納區負責管轄，面積36.9平方公里，海拔高度508米，2010年人口3,224，人口密度每平方公里87.4人。